# Melanie Schmacher
Melanie Schmacher (* 30. April 1978) ist eine ehemalige deutsche Fußballspielerin.

## Karriere
Die 162 cm große Schmacher hatte bis zum 9. März 1998 für die Frauenfußballabteilung des FC Eintracht Rheine gespielt, bevor sich diese tags darauf als FFC Heike Rheine als eigenständiger Verein gründete. Zunächst noch in der zweigleisigen Bundesliga Nord als Mittelfeldspielerin aktiv, kam sie ab der Saison 1997/98 in der eingleisigen Bundesliga zum Einsatz. Während ihrer Zeit in Rheine erreichte sie – noch mit der Frauenfußballabteilung des FC Eintracht Rheine – am 14. Juni 1997 im Olympiastadion Berlin das Finale um den DFB-Pokal. Bei der 1:3-Niederlage gegen Grün-Weiß Brauweiler vor 30.000 Zuschauern – als Vorspiel zum Männerfinale – kam sie zum Einsatz, wie auch in der mit 0:1 verlorenen DFB-Supercup-Begegnung am 31. August 1997 in Rheine mit dem zuvor genannten Verein.
In der Saison 1999/2000 bestritt sie für den Bundesligisten Grün-Weiß Brauweiler zehn Punktspiele, in denen sie zwei Tore erzielte. Das Ausscheiden im Pokal-Wettbewerb erfolgte mit 0:3 gegen Sportfreunde Siegen im Halbfinale.
Von 2000 bis 2008 bestritt sie 69 Punktspiele für den SC 07 Bad Neuenahr, mit dem sie nachfolgende Platzierungen belegte: Neunter 2000/01 und 2001/02, Zehnter 2002/03, Siebter 2003/04, Fünfter 2004/05, Vierter 2005/06, Fünfter 2006/07 und 2007/08.
Das Aus im Pokal-Wettbewerb erfolgte im: Viertelfinale 2000/01, Viertelfinale 2001/02, Achtelfinale 2002/03, Viertelfinale 2003/04, Viertelfinale 2004/05, Achtelfinale 2005/06, in der 2. Runde, Achtelfinale

## Erfolge
- DFB-Supercup-Finalist 1997
- DFB-Pokal-Finalist 1997